# Apache Pig
Pour les articles homonymes, voir Pig.
Pig est une plateforme haut niveau pour la création de programme MapReduce utilisé avec Hadoop. Le langage de cette plateforme est appelé le Pig Latin. Pig Latin s'abstrait du langage de programmation Java MapReduce et se place à un niveau d'abstraction supérieur, similaire à celle de SQL pour systèmes SGBDR. Pig Latin peut être étendue en utilisant UDF (User Defined Functions) que l'utilisateur peut écrire en Java, en Python, en JavaScript, en Ruby ou en Groovy et ensuite être utilisé directement au sein du langage.
Pig était initialement  développé chez Yahoo Research dans les années 2006 pour les chercheurs qui souhaitaient avoir une solution ad-hoc pour créer et exécuter des jobs map-reduce sur d'importants jeux de données. En 2007, il a été transmis à l'Apache Software Foundation.

## Exemple
Voici un exemple d'un programme "Word Count" (calcul du nombre d'occurrences de chaque mot) en Pig Latin:
```
-- Charge le texte depuis un fichier local

 
input_lines
 
=
 
LOAD
 
'/tmp/my-copy-of-all-pages-on-internet'
 
AS
 
(
line:
chararray
);

 

 
-- Extrait les mots de chaque ligne et transforme-les en type "pig bag",

 
-- puis, utilise la fonction "flatten" sur le "pig bag" pour avoir un mot

 
-- dans chaque ligne

 
words
 
=
 
FOREACH
 
input_lines
 
GENERATE
 
FLATTEN
(
TOKENIZE
(
line
))
 
AS
 
word;

 

 
-- Filtre en enlevant tous les mots composés uniquement d'espaces

 
filtered_words
 
=
 
FILTER
 
words
 
BY
 
word
 
MATCHES
 
'\\w+'
;

 

 
-- Crée un groupe pour chaque mot

 
word_groups
 
=
 
GROUP
 
filtered_words
 
BY
 
word;

 

 
-- Compte le nombre d'occurrences de chaque mot 

 
word_count
 
=
 
FOREACH
 
word_groups
 
GENERATE
 
COUNT
(
filtered_words
)
 
AS
 
count
,
 
group
 
AS
 
word;

 

 
-- Ordonne les mots par leurs nombres d'occurrences (en ordre décroissant)

 
ordered_word_count
 
=
 
ORDER
 
word_count
 
BY
 
count
 
DESC
;

 
-- Enregistre le résultat dans un fichier local

 
STORE
 
ordered_word_count
 
INTO
 
'/tmp/number-of-words-on-internet'
;

```

Le programme ci-dessus va générer des tâches exécutables parallèles qui peuvent être distribués sur plusieurs machines dans un cluster Hadoop pour compter le nombre de mots dans un ensemble de données telles que les pages Web sur Internet.

## Pig vs SQL
Par rapport au SQL, Pig:
1. Utilise l'évaluation paresseuse,
2. utilise des extract, transform, load (ETL),
3. est capable de stocker des données à tout moment pendant un pipeline,
4. déclare le plan d'exécution,
5. exécute le workflow subdivisé selon un graphe, au lieu d'une exécution purement séquentielle.

En revanche, les SGBD sont sensiblement plus rapide que le système de MapReduce une fois que les données sont chargées, ce chargement de données étant beaucoup plus rapide dans un système de MapReduce. Et les systèmes de bases de données relationnels offrent directement prêtes à l'emploi des fonctionnalités de stockage en colonnes, de traitement de données compressées, d'indexation pour une localisation plus rapide des données et de tolérance aux fautes au niveau transactionnel.
Pig Latin est un langage procédural et s'inscrit tout naturellement dans le paradigme du pipeline tandis que SQL est plutôt déclaratif. 
En SQL, les utilisateurs peuvent spécifier que les données de deux tables doivent être jointes, mais pas quelle implémentation de jointure est à utiliser et «... pour de nombreuses applications le moteur de requêtes n'a pas une connaissance suffisante des données ou une expertise suffisante pour spécifier un algorithme de jointure approprié. ».
Pig Latin permet aux utilisateurs de spécifier une implémentation ou des aspects de l'implémentation à utiliser dans l'exécution d'un script de plusieurs façons. En effet, la programmation Pig Latin est similaire à la spécification d'un plan d'exécution de la requête, qui rend plus facile pour les programmeurs de contrôler explicitement le flux de leur tâche de traitement de données.
SQL est orienté autour de requêtes qui produisent un résultat unique. Il gère également les arbres, mais n'a aucun mécanisme intégré pour diviser un flux de traitement de données et appliquer les différents opérateurs à chaque sous-flux. Pig Latin décrit un Graphe orienté acyclique (DAG) plutôt qu'un pipeline.
Pig Latin est capable d'inclure du code utilisateur à n'importe quel point dans le pipeline. Avec SQL, les données doivent d'abord être importées dans la base de données, avant que l'on puisse lancer un processus de nettoyage et de transformation de celles-ci.